# Прототип
Прототип (от старогр. πρώτος – първи и τύπος – образец, модел, пример) означава първоначален вид на нещо. Думата най-често се използва за обозначаване на работни модели, създадени за да демонстрират определен нов продукт. Прототипи се използват в множество индустрии, напр. машиностроене, разработка на софтуер и т.н. Успешната разработка на прототип позволява събиране на ранна информация за експлоатацията, ползваемостта и надеждността на новия продукт.
Една от няколко наложени в практиката терминологии, разделя прототипите на алфа (alpha, α) и бета (beta, β) версии, следвани от официалното пускане на продукта. В някои други случаи се говори за пилотни прототипи (pilot prototypes) или пускови кандидати (release candidates, накратко RCs).
В индустрии, в които разработката на прототипи не е свързана с много големи разходи, като например разработката на софтуер, често се използва техника, наречена бързо прототипиране (rapid prototyping). В основата на тази техника е планиране на множество прототипи, с помощта на които различни рискове, свързани с продукта, биват откривани рано и се взимат стъпки те да се минимизират.